# Budince
Budince – wieś (obec) na Słowacji położona w kraju koszyckim, w powiecie Michalovce. Pierwsze wzmianki o miejscowości pochodzą z roku 1332. 
Według danych z dnia 31 grudnia 2012, wieś zamieszkiwały 223 osoby, w tym 115 kobiet i 108 mężczyzn.
W 2001 roku rozkład populacji względem narodowości i przynależności etnicznej wyglądał następująco:
- Słowacy – 6,77%
- Czesi – 0,52%
- Romowie – 23,44%
- Rusini – 0,52%
- Węgrzy – 68,23%

Ze względu na wyznawaną religię struktura mieszkańców kształtowała się w 2001 roku następująco:
- Katolicy rzymscy – 48,96%
- Grekokatolicy – 16,15%
- Ateiści – 6,77%
- Nie podano – 1,04%